# Elezioni governatoriali in California del 2018
Le elezioni governatoriali in California del 2018 si sono tenute il 6 novembre per eleggere il governatore. Le consultazioni hanno visto vincitore il democratico Gavin Newsom, che ha sconfitto l'imprenditore repubblicano John H. Cox.

## Risultati
| Candidati    | Partiti      | Voti       | %     |
| ------------ | ------------ | ---------- | ----- |
| Gavin Newsom | Democratico  | 7 721 410  | 61,95 |
| John H. Cox  | Repubblicano | 4 742 825  | 38,05 |
| Totale       | Totale       | 12 464 235 |       |